# Selliguea dactylina
Selliguea dactylina är en stensöteväxtart som först beskrevs av Hermann Christ och fick sitt nu gällande namn av S.G.Lu, Hovenkamp och M.G.Gilbert. Selliguea dactylina ingår i släktet Selliguea och familjen Polypodiaceae. Inga underarter finns listade.